# Dom van Güstrow

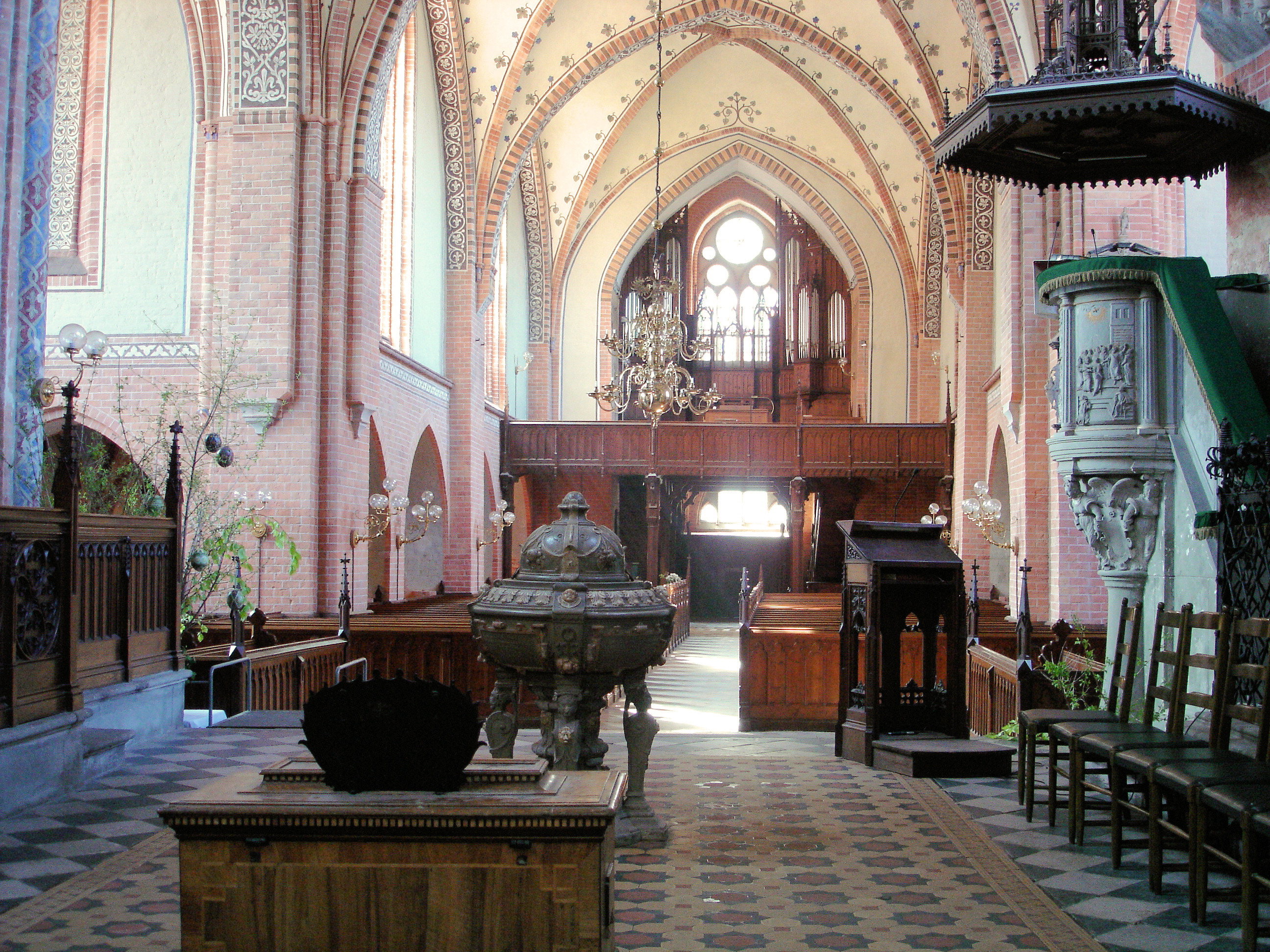
Overzicht kerk vanaf het koor

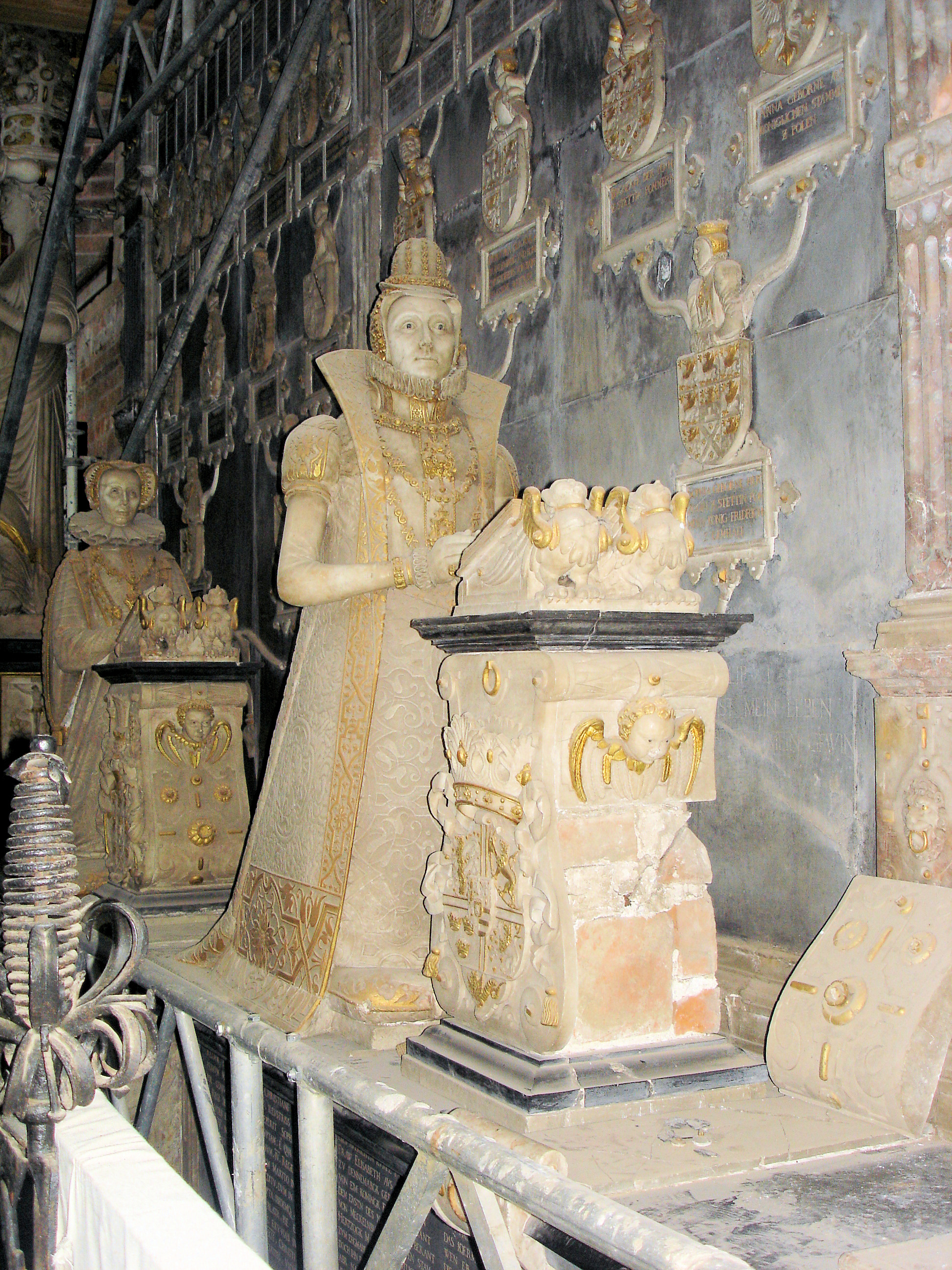
Ulrich-monument

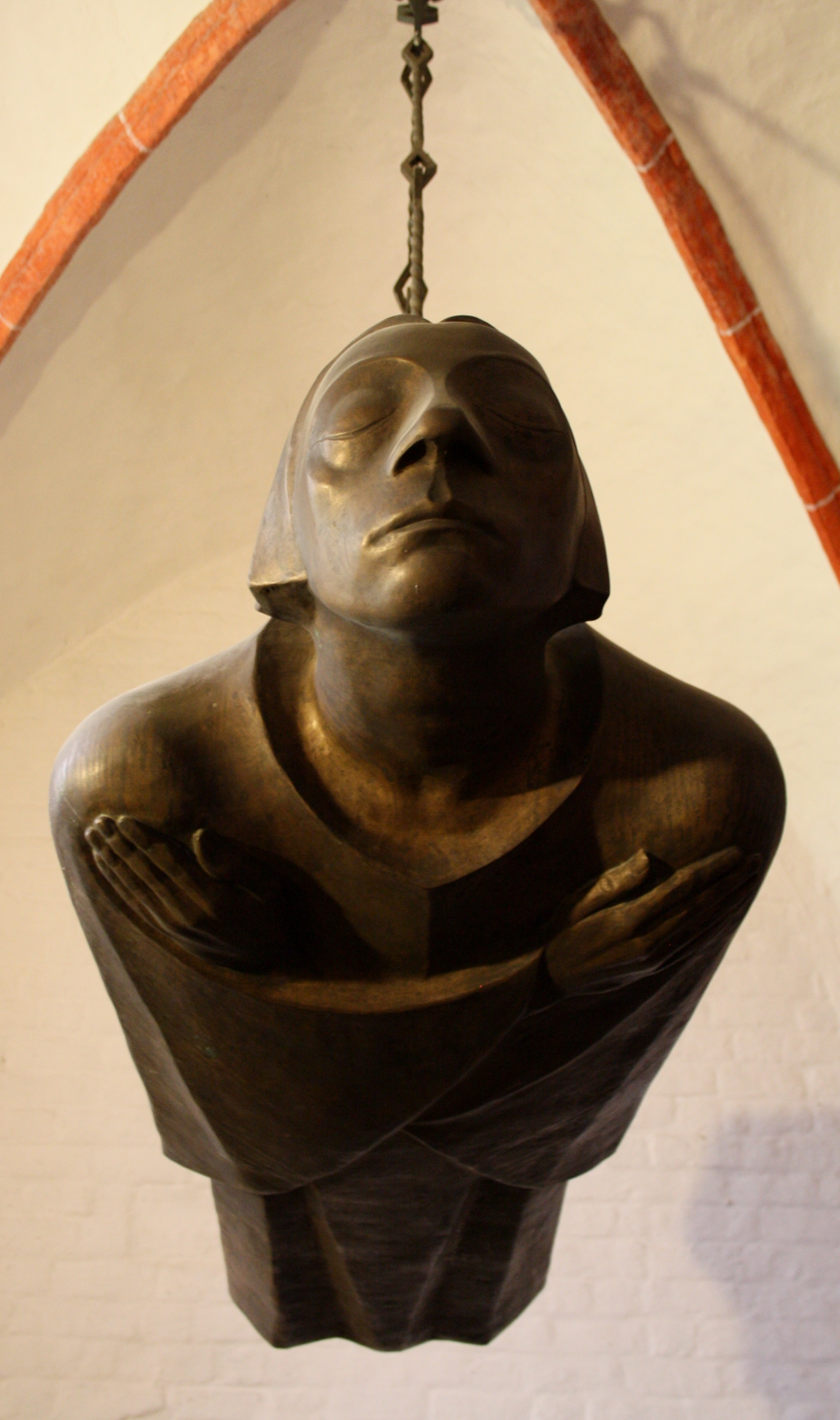
De engel van Ernst Barlach

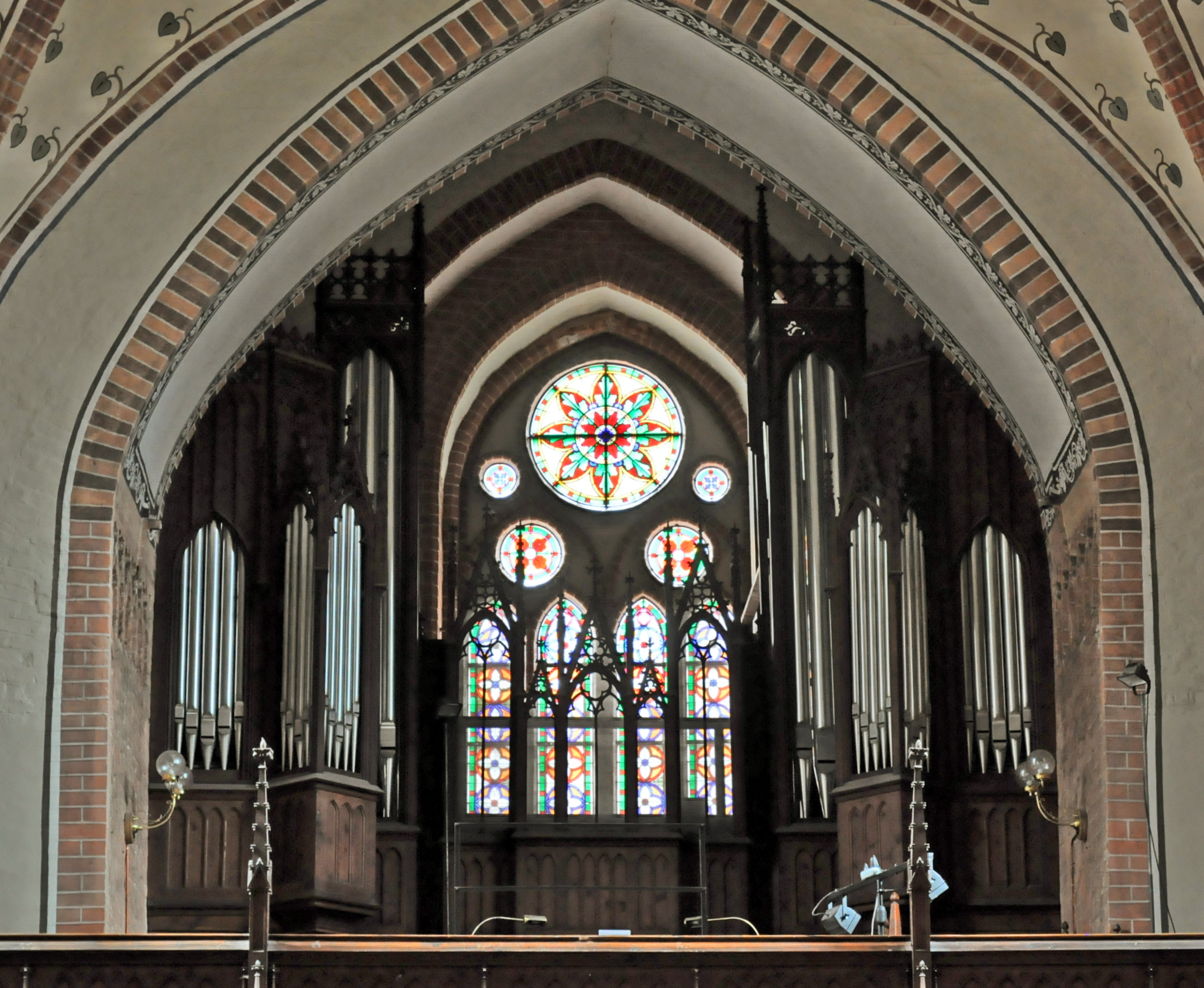
Orgel

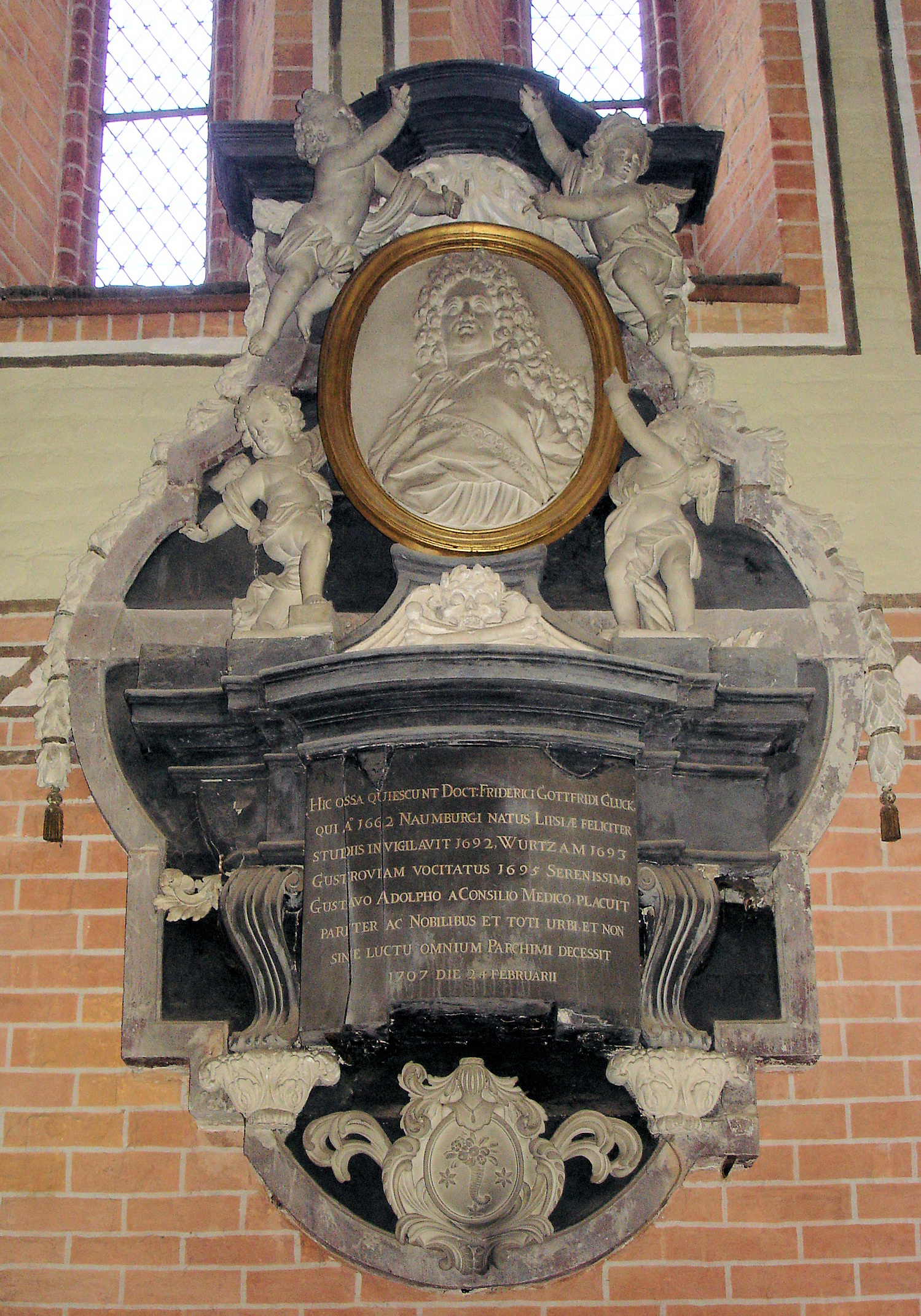
Muurepitaaf 1707

De Dom van Güstrow (Güstrower Dom) is een monumentaal protestants kerkgebouw aan de zuidelijke rand van de noord-duitse stad Güstrow. Het gebouw werd in de eerste helft van de 13e eeuw als een collegiale stiftskerk gebouwd en gewijd aan de Maria, Sint-Johannes en Sint-Cecilia.
Het kerkgebouw vertegenwoordig voornamelijk de stijl van de baksteengotiek, maar het kruisvormige grondplan en het langgerekte, scheef aangezette koor verraden nog romaanse invloeden. De massieve toren is 44 meter hoog. De dom van Güstrow is gelegen aan de Europese Route van de Baksteengotiek.

## Geschiedenis
Op 3 juni 1226 stichtte de mecklenburgse vorst Hendrik Borwin II het collegiale stift te Güstrow. Hij stierf echter nog in hetzelfde jaar op 5 december 1226. Zijn vader, Hendrik Borwin I, stierf kort daarop op 28 januari 1227, zodat de bouw van de kerk door de opvolger Nicolaas I van Mecklenburg-Werle ter hand werd genomen. Het stift behoorde tot het bisdom Kammin, maar onderhield eveneens via de graven van Schwerin nauwe betrekkingen met Hildesheim.
Zeer waarschijnlijk stond op de plaats reeds een kleinere, deels in de nieuwbouw geïntegreerde, voorgangerkerk. Het middendeel, de viering, de eerste helft van het koor en de noordelijke gevel van het transept zijn met uitsluiting van de vensters in romaanse stijl gebouwd. Ook de muurzuilen in de kerk zijn nog romaans. De oude altaarruimte werd vermoedelijk in de 15e eeuw vervangen door nieuwbouw. De beide rijen kapellen werden in de 14e eeuw gedurende een langere periode gebouwd. De laatste kapel aan de noordzijde werd in het jaar 1388 toegevoegd, de laatste kapel aan de zuidzijde in het jaar 1394. Het kerkschip werd vermoedelijk in 1308 voltooid en in het jaar 1330 ingewijd.
Met de invoering van de reformatie kwam in 1552 een einde aan het stift. Daarna werd de kerk lange tijd niet meer gebruikt en verviel het gebouw allengs. Hertogin Elisabeth, de vrouw van hertog Ulrich III en dochter van de deense koning Frederik trok zich het lot van het gebouw aan en liet het restaureren en tot een protestants godshuis ombouwen. De eerste protestantse eredienst werd in 1568 in een gerenoveerde kerk gehouden. De hertog zelf voorzag het gebouw van vele kunstwerken, waaronder het grote epitaaf van de vorst Hendrik Borwin II en diens sarcofaag, de kansel en het doopvont. Ook liet hij voor zichzelf en zijn vrouwen epitafen oprichten.
In het jaar 1865-1868 werd de kerk in de stijl van de neogotiek gerestaureerd.

## Inrichting
Bezienswaardig zijn de 15e- en 16e-eeuwse kunstwerken, zoals de apostelbeelden van Claus Berg en het vleugelaltaar van Hindrik Bornemann (1495). De kerk heeft bovendien een aantal fraaie epitafen uit de periode 1574-1599. Ook springt een werk van Ernst Barlach getiteld Der Schwebende in het oog. 

### Hoofdaltaar
Het hoofdaltaar is een groot, laatgotisch pentaptychon met een hoofdschrijn en twee buiten- en twee binnendeuren. Het vleugelaltaar maakt een wisseling van drie verschillende fronten mogelijk: een front voor alledag, een front voor de passietijd en een front voor hoogfeesten. 

#### Het front met gesloten vleugels (voor gewone dagen)
Op vier panelen worden Maria met Kind, Johannes de Evangelist, Sint-Cecilia en Sint-Catharina afgebeeld.

#### Het front met de geopende buitenvleugels (de passiezijde)
Tijdens de passietijd worden de buitenste deuren geopend. Het front laat dan in twee rijen van acht panelen een aantal belangrijke gebeurtenissen zien van het laatste avondmaal tot de uitstorting van de Heilige Geest. Het zwaartepunt ligt bij de lijdensweg van Jezus. 
De bovenste rij toont de scènes: laatste avondmaal, Christus in de hof, de gevangenname van Christus, Jezus voor de hogepriester, de bespotting, de geseling, de kroning met een doornenkroon, Christus voor Pontius Pilatus.
De onderste rij: kruisdraging, kruisiging, kruisafname, graflegging, opstanding, de verschijning van Christus voor de apostelen, Christus' hemelvaart, uitstorting van de Heilige Geest.  

#### Het front met de geopende binnenvleugels (voor hoogtijdagen)
Na de opening van de binnenste deuren op kerkelijke hoogtijdagen wordt de middenschrijn zichtbaar. De schrijn en de vleugels zijn voorzien van beschilderde en vergulde beelden. Het middendeel stelt de kruisiging van Christus en de beide misdadigers voor, met aan de voet van de kruisen een grote schare mensen. Een engel en een duivel zweven boven de rovers om de zielen van hen op te halen. Voor de menigte knielen  bij het kruis van Christus twee kleinere, biddende figuren: het zijn de schenkers van het altaar, de hertogen Magnus II († 1503) en Balthazar († 1507) met tussen hen in het hertogelijk wapen. Beide hertogen staan ook nog links en rechts van de groep figuren die onder het kruis staan. Ze zijn eenvoudig te herkennen aan de gezichtsvorm en haardracht. In de omraming van het middendeel zijn zes kleine figuren van profeten aangebracht.
Links en rechts van de kruisigingsvoorstelling worden de schrijn en de beide vleugels verdeeld in twee rijen van ongelijke hoogte. De bovenste rij toont de twaalf apostelen als grote staande figuren. De onderste rij, ongeveer half zo groot als de bovenste, bevat kleine zittende figuren van acht mannelijke en acht vrouwelijke heiligen. Onder de mannelijke heiligen bevinden zich de vier latijnse kerkvaders. Alle beelden staan onder een rijk bewerkt, doorbroken baldakijn. Op de vergulde achtergrond staat in een aureool de naam van de heilige.      
De bovenste rij: 
Bovenrij: Matthias, Jakobus der Meerdere, Thomas, Jakobus der Mindere, Johannes, Petrus, Cecilia, Johannes de Doper, Paulus, Catharina, Sebastiaan, Mattheüs, Bartholomeüs, Andreas, Simon, Thaddeus.
Onderrij: Gertrudis, Brandanus, Barbara, Laurentius, Agnes, Ambrosius, Margaretha, Gregorius de Grote, Hiëronymus, Dorothea, Augustinus, Apollonia, de aartsengel Michaël, Agatha, Mauritius, Maria Magdalena.

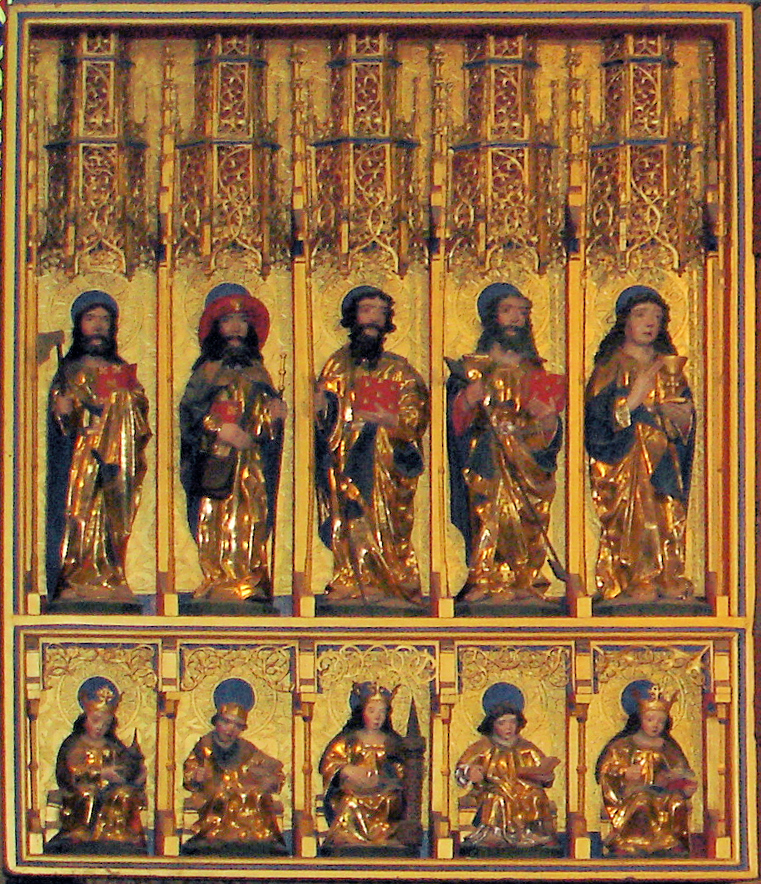
Linkervleugel
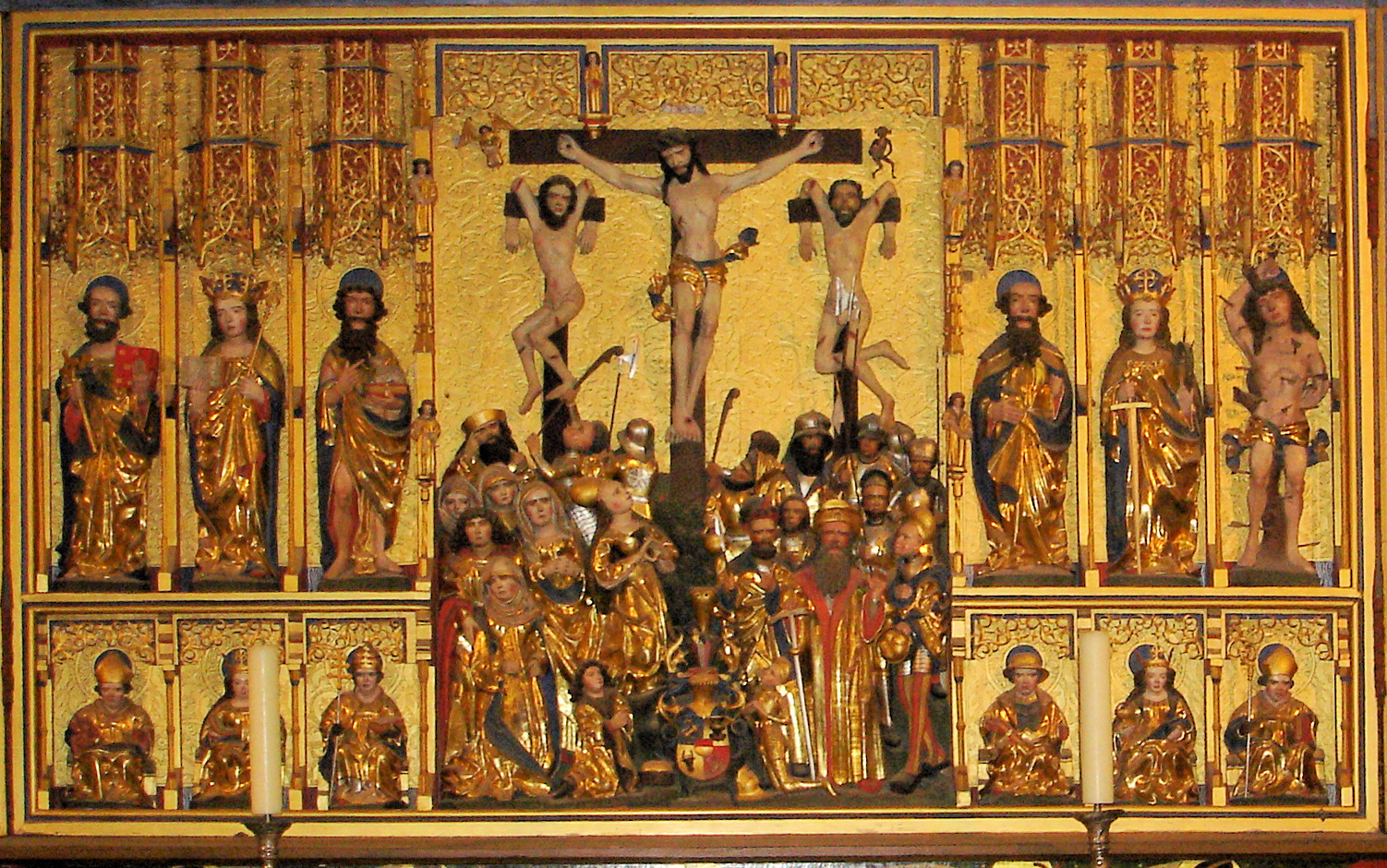
Centrale deel
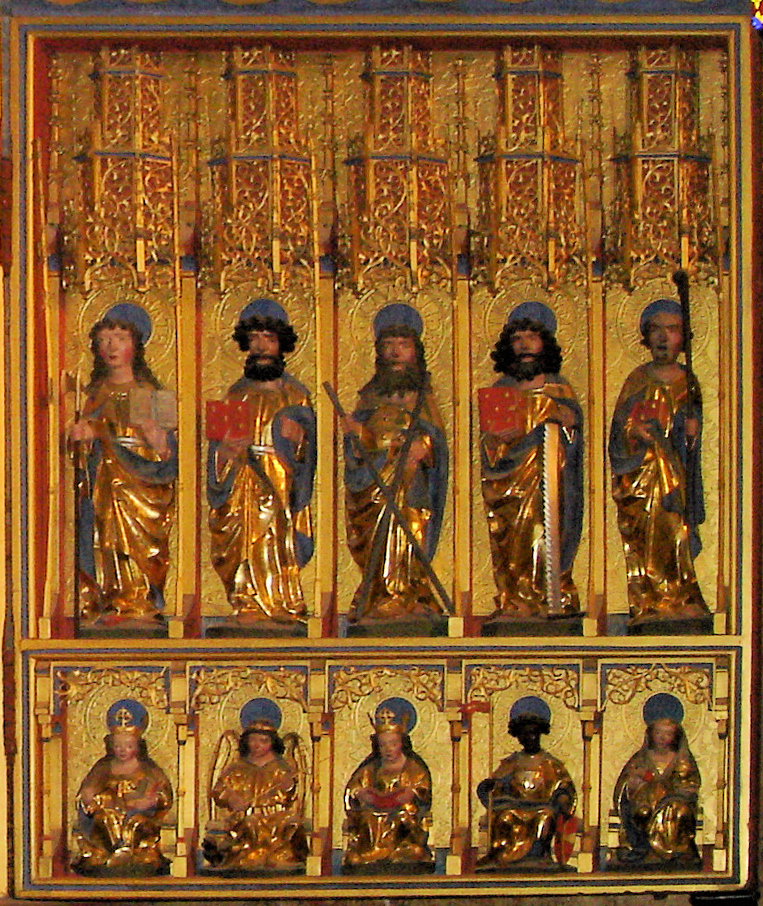
Rechtervleugel

#### Predella
De predella toont Christus als Man van Smarten, omgeven door de vier Latijnse kerkvaders.

### Der Schwebende
Het beeld Der Schwebende (De Zwevende) in de noordoostelijke kapel werd gemaakt ter nagedachtenis aan de slachtoffers van de Eerste Wereldoorlog. Het werd in 1927 door de bekende kunstenaar Ernst Barlach voor de dom gemaakt. De engel heeft de trekken van het gezicht van Käthe Kollwitz, met wie Barlach bevriend was. Het origineel werd in 1937 als ontaarde kunst uit de dom gehaald en omgesmolten. Met behulp van de oude mal werd in 1942 door vrienden van Barlach een tweede beeld gegoten, dat men voor zolang de oorlog duurde op een plek in de Lüneburger Heide verborg. Later kreeg dit beeld een plek in de Antonieterkerk te Keulen. De oorspronkelijke mal werd later tijdens een bombardement verwoest, maar dankzij het tweede gietsel kon men een nieuwe gietvorm maken. De Zwevende in de dom is dus het derde gietsel van het beeld en hangt sinds 1953 weer op de oorspronkelijke plek in de kerk.

### Het monument voor hertog Ulrich
Aan de bouw van het grootse Ulrichmonument werd drie jaar gewerkt, dat in 1587 gereed kwam. Het is een renaissance-kunstwerk van verschillende soorten marmer en werd gemaakt door de in Utrecht geboren Philipp Brandin. Oorspronkelijk werd het alleen voor hertog Ulrich († 1603) en zijn vrouw Elisabeth van Denemarken gemaakt, die in 1586 stierf. In 1599 werd het epitaaf vergroot door leerlingen van Brandin voor Anna van Pommeren, de tweede vrouw van Ulrich. De biddende beelden getuigen van een diepe vroomheid van Ulrich en zijn beide vrouwen. De beide dragende figuren stellen de deugden wijsheid (spiegel) en geloof (kruis) voor. De sokkels van de dragers zijn met waardevolle reliëfs met betrekking tot de geschiedenis van Christus voorzien. Het smeedijzeren hek werd eind 16e eeuw toegevoegd.

### Triomfkruis
Het triomfkruis stamt uit het midden van de 14e eeuw.

### Doopvont
Het renaissance-doopvont werd door leerlingen van Philipp Brandin in 1592 gemaakt. De gebruikte materialen zijn zandsteen en albast; de deksel is van hout.

### Orgels
De dom bezit een drietal orgels. Daarvan is het orgel dat in 1868 door de orgelbouwer Friedrich Hermann Lütkemüller werd geïnstalleerd noemenswaardig. Het instrument bezit 37 registers (mechanische sleepladen) verdeeld over drie manualen en pedaal. Na meerdere veranderingen werd het orgel in 1986 gerestaureerd en in de historische toestand gereconstrueerd. Het koororgel uit 1996 werd gemaakt door Kristian Wegscheider uit Dresden. Het betreft een puur mechanisch instrument en heeft 15 registers met één manuaal en pedaal. Opvallend is het hoge aantal registers met geluidseffecten.

### Kapellen
Aan de noord- en zuidzijde van het hoofdschip grenzen aan beide kanten lagere zijbeuken. Aan deze zijschepen zijn rijen van kapellen aangebouwd, waardoor het aantal beuken op totaal vijf uitkomt. De kapellen werden in de 14e eeuw geleidelijk voltooid. De noordelijke kapellenrij werd vermoedelijk samen met de noordelijke zijbeuk gebouwd. Dit blijkt uit dezelfde granieten zuilen waarop de gewelven rusten en er geen sporen zijn gevonden van een buitenmuur aan de zijbeuk. De voltooiing vond in 1388 plaats. Anders dan de noordelijke kapellenrij werden de zuidelijke kapellen pas later toegevoegd, toen het zuidelijke zijschip al reeds stond. De oostelijke kapel is de oudste van de kapellen en dateert uit de tweede helft van de 14e eeuw. De westelijke kapel werd in 1394 gesticht en werd de Petrus- en Pauluskapel genoemd. De beide heiligenfiguren zullen deze apostelen hebben moeten voorstellen.

### Epitafen
Onder de epitafen die de dom rijk is, bevindt zich één uit het atelier van de voornamelijk in Kopenhagen werkzame Vlaamse beeldhouwer Thomas Quellinus. Het epitaaf werd gemaakt voor Friedrich Gottfried Glück, de arts van het hertogelijk huis van Mecklenburg.